# City Toruń
City Toruń – bezpłatna gazeta wydawana w Toruniu.

## Charakterystyka
Gazeta ukazywała się w co drugi czwartek. Redaktorem naczelnym gazety był Artur Szczepański, a redaktorem wydania była Dorota Misiak.
Chociaż w samej gazecie nie pojawiła się żadna informacja o zamknięciu tytułu, to ostatni numer został opublikowany 15 listopada 2012 roku.
'City' poruszało tematykę kulturalno–rozrywkową.
Nad przygotowaniem gazety pracował zespół 11 osób.
Czasopismo rozdawane było w najruchliwszych częściach miasta od godziny 15. Był dostępny także w wielu obiektach na terenie całego miasta.

## Strony tematyczne
- City Auto
- City Wnętrza
- City Zdrowie i Uroda
- City Żużel
- City Zajęcia
- City Edukacja